# Сам Юн
Сам Юн (кхмер. សាន យន់; около 1905, Поусат, Колониальная Камбоджа, Французский Индокитай — 1974 или 17 апреля 1975) — камбоджийский политический и государственный деятель. Премьер-министр Камбоджи (25 октября 1956 — 9 апреля 1957). Министр внутренних дел и наземной обороны (1955—1956). Губернатор Пномпеня (1949—1952).

## Биография
Родился в богатой семье. Свою карьеру начал на государственной службе. После марта 1945 года служил в Пномпене в Секретариате Министерства национальной экономики; вскоре после этого стал секретарём королевского дворца.
В апреле 1949 года вёл успешные переговоры с кхмерскими повстанцами Кхмер Иссарак в Северо-Западном регионе страны с целью вернуть их под контроль правительства. В знак признания за успешные переговоры был назначен губернатором Пномпеня и занимал этот пост до конца 1953 года.
С конца 1953 по 30 сентября 1955 года работал губернатором провинции Кампот.
С 4 октября 1955 по 5 января 1956 года — министр внутренних дел и наземной обороны.
С 25 октября 1956 занимал кресло Премьер-министра Камбоджи, одновременно был министром внутренних дел, министром иностранных дел, министром обороны страны.
После смены правительства, занимал посты министра иностранных дел, министра экономики и финансов, министра внутренних дел, министра обороны и здравоохранения. В 1958 году был государственным министром, отвечающим за национальную экономику и планирование. Позже отошёл от политики.
Сан Юн считался главным организатором конференции народов Индокитая, которая проходила в Пномпене в 1965 году. Конференция объединила многие разрозненные этнические группы. В 1966 году был назначен генеральным директором службы Королевского дворца и генеральным секретарем Сангкума.
Умер за несколько месяцев до падения Пномпеня, дважды был женат, имел троих детей от первого брака и шестерых от второго.